# Вулканы Вьетнама

Вулканы Вьетнама — перечень действующих и потухших вулканов на территории Вьетнама.

## Легенда
В списке указаны:
— Название вулкана (ороним); высота; его местоположение по координатам; административно-территориальная привязка; ориентировочная или точная датировка последнего извержения.

## Список
| Название        | Высота | Координаты                       | Провинция                                                | Последнее извержение |
| --------------- | ------ | -------------------------------- | -------------------------------------------------------- | -------------------- |
| Нижняя Донгнай  | 392 м  | 10°48′ с. ш. 107°12′ в. д.       | Донгнай, уезд Динькуан (вьет. Định Quán)                 | Голоцен              |
| Кулаоре         | 181 м  | 15°23′ с. ш. 109°07′ в. д.       | Куангнгай, (островной уезд Лишон), остров Ре             | Голоцен              |
| Верхняя Донгнай | 1000 м | 11°36′ с. ш. 108°12′ в. д.       | Ламдонг                                                  | Голоцен              |
| Остров золы     | −20 м  | 10°09′29″ с. ш. 109°00′50″ в. д. | Биньтхуан, у побережья Фантхьета, в районе острова Фукуй | 1923                 |
| Тороенгпронг    | 800 м  | 14°56′ с. ш. 108°00′ в. д.       | Контум                                                   | Голоцен              |
| Ветеран         | -      | 9°50′ с. ш. 109°03′ в. д.        | Биньтхуан, в районе острова Хай                          | -                    |